# 观察第 (雷州)
观察第，位于中国广东省湛江市雷州市雷城镇下河里，为湛江市雷州市的一个市级文物保护单位，类型为古建筑，公布时间为1983年6月21日。
观察第的历史年代为清代。